# The Trap Door
The Trap Door è una serie animata di provenienza britannica, realizzata nel 1984 e 1986 con personaggi in plastilina animati attraverso la tecnica dello stop motion. La casa di produzione è la CMTB, la cui sigla è composta dalle iniziali dei due creatori Charlie Mills e Terry Brain. Mills e Brain erano anche i creatori di altre due serie animate: Stoppit and Tidyup e Bump the Elephant. In Italia è stata trasmessa nella prima metà degli anni novanta dal circuito Junior TV in una versione ridoppiata in italiano.
The Trap Door narra, in due serie composte da puntate di circa 4 minuti l'una, le disavventure di Berk e dei suoi amici Boni e Drutt. Berk è una creatura blu tondeggiante che vive in un castello sperduto in mezzo a lande desolate, e per vivere fa da maggiordomo/tuttofare a un misterioso mostro che non si vede mai, ma di cui si sente solo la voce rimbombante. Boni è un teschio parlante sempre lamentoso, e Drutt una creaturina simile a un ragno che si esprime in un bizzarro linguaggio.
La "Trap Door" del titolo è una botola situata in un'ala del castello che conduce alle cantine (simili più che altro a una caverna), da cui fuoriescono in continuazione strani esseri e mostruosità che rendono la vita difficile a Berk e ai suoi amici. Tra di essi vi sono due personaggi ricorrenti: Rogg, un mostro rosato enorme ma non particolarmente aggressivo, anche se un po' tonto (diventerà amico di Berk e gli altri), e Bubo, un mostriciattolo giallo dispettoso in grado di rendersi invisibile.

## Episodi

### Prima serie (1984)
1. Breakfast Time
2. Slither, Wriggle and Writhe
3. Food for Thort
4. Lurkings
5. Gourmet's Delight
6. Creepy Crawly
7. The Big Thing
8. Ghoulies
9. The Dose
10. The Thingy
11. Don't Let The Bed Bugs Bite
12. Fester Rancid
13. The Pain
14. The Little Thing
15. Don't Open That Trap Door
16. Junk Food
17. Yechh!
18. Flyin' Wotsit Fingy
19. Strange Goings On
20. Midnight Snack
21. Nasty Stuff
22. Sniff That
23. Vile Pile
24. Slightly Weird
25. Bye Bye Berk

### Seconda serie (1986)
1. Scunge
2. Oh Globbits
3. Moany Boni
4. The Horrible Thing
5. Not Very Nice
6. Bugs
7. Yum Yum
8. Birthday Surprise
9. The Stupid Thing
10. Boo!
11. The Lump
12. The Splund
13. Nasty Beasty
14. What a Weirdo
15. The Big Red Thing

## Altri media
Vennero pubblicati due videogiochi basati sulla serie, The Trap Door (1986) e Through the Trap Door (1987), entrambi per i computer Commodore 64, ZX Spectrum e Amstrad CPC.